# IC 653
IC 653 је лентикуларна галаксија у сазвјежђу Лав која се налази на листи објеката дубоког неба у Индекс каталогу.
Деклинација објекта је - 0° 33' 40" а ректасцензија 10h 52m 6,7s. Привидна величина (магнитуда) објекта IC 653 износи 13,1 а фотографска магнитуда 14,0. IC 653 је још познат и под ознакама UGC 5985, MCG 0-28-22, CGCG 10-39, PGC 32611.